# Кенай (национальный резерват дикой природы)
Кенай (англ. Kenai National Wildlife Refuge) — национальный резерват дикой природы в боро Кенай, штат Аляска, США.

## Описание
Площадь резервата составляет около 7770 км²: его максимальная длина с севера на юг примерно 180 километров, с запада на восток — примерно 85 километров. Биомы разнообразны: сфагновые болота и другие водно-болотные угодья, «альпийские холмы», тайга, ледники, озёра. Среди крупных обитателей резервата можно выделить бурых медведей, барибалов, баранов Далла, лосей и карибу. Через резерват Кенай протекает одноимённая река. Крупнейшие озёра резервата — Тустумена, питающееся из одноимённого ледника и имеющее примерный размер 33 на 9 километров и площадь около 243 км², и Скилак, имеющее примерный размер 22 на 5 километров и максимальную глубину 161 метр. Удобнее всего добираться до резервата по шоссе Стерлинг. Администрация резервата находится в городе Солдотна. Резерват Кенай с юго-востока вплотную граничит с национальным парком Кенай-Фьордс, с юга — с парком штата Качемак-Бей. На территории резервата разрешена охота на любых животных кроме бурых медведей (с 2013 года) — это единственный национальный резерват дикой природы Аляски с таким запретом.

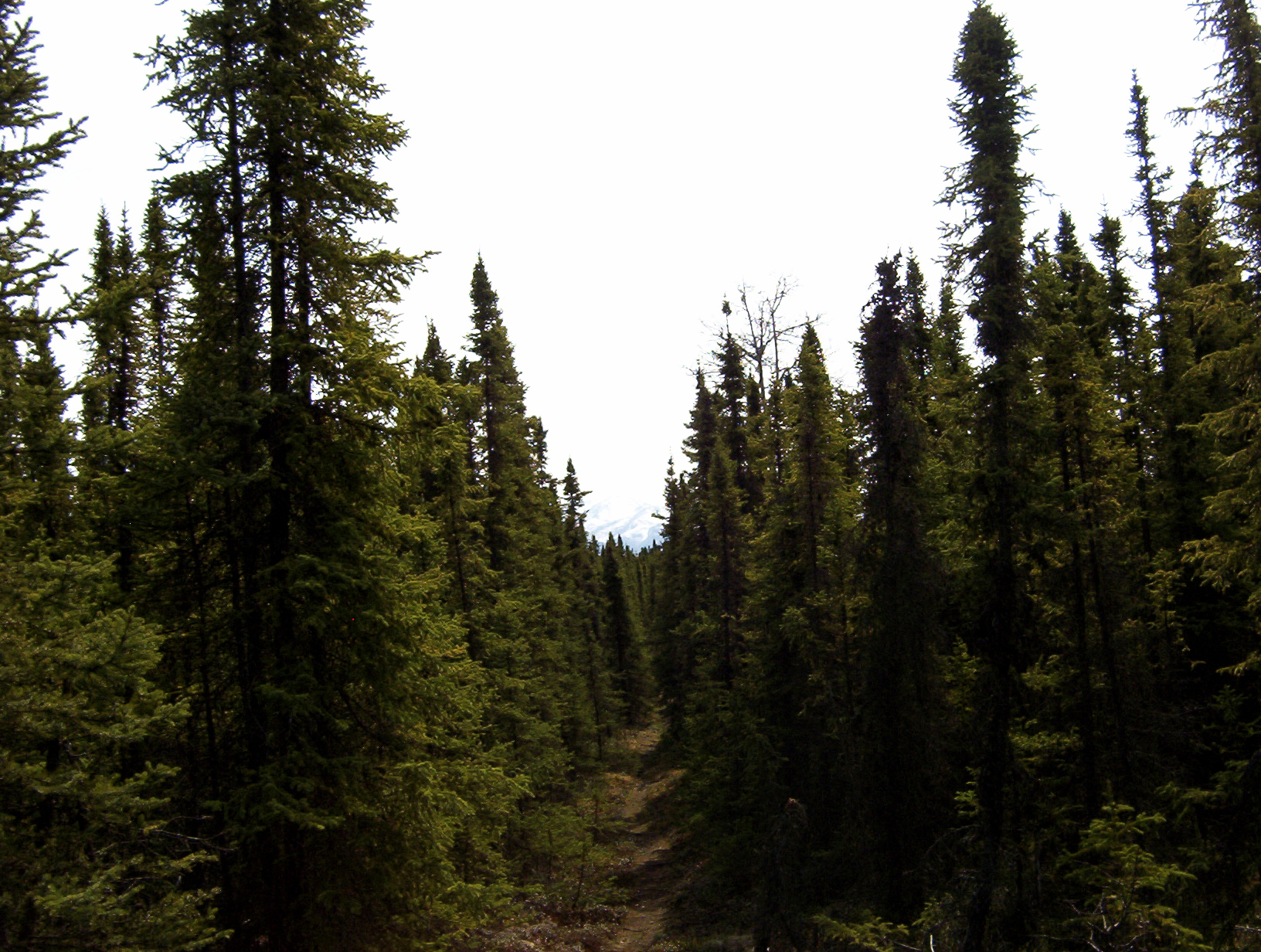
Тропа «Семь озёр» через тайгу
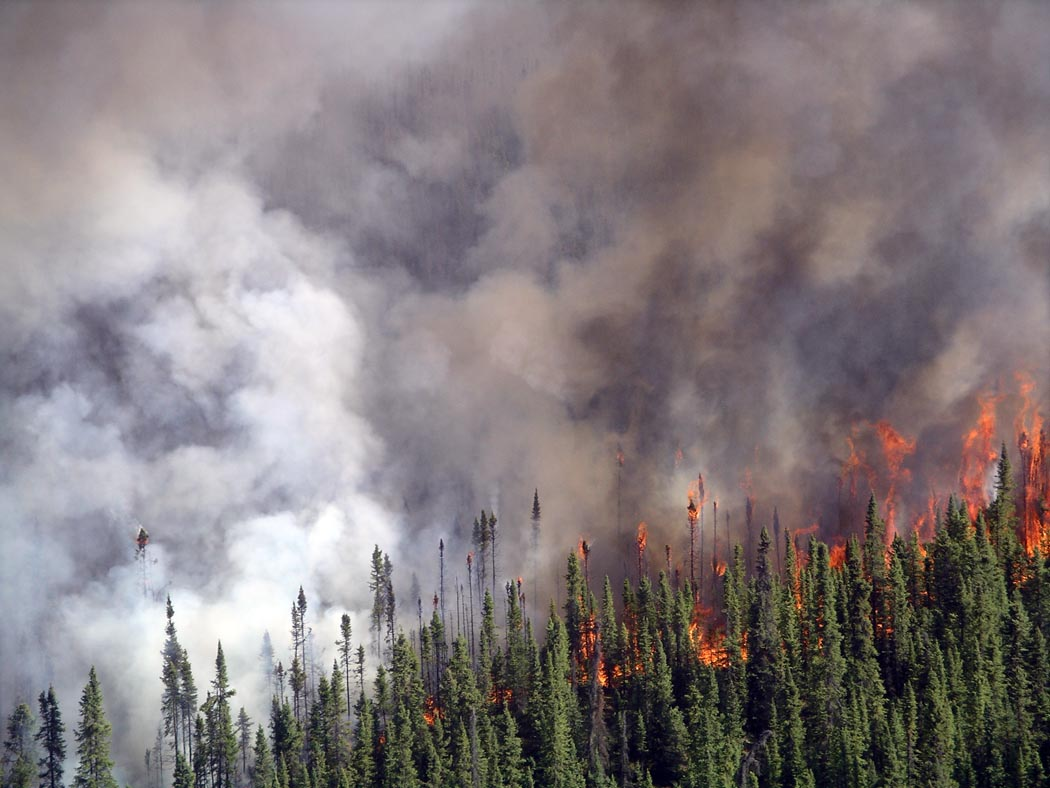
Пожар в июне 2005 года
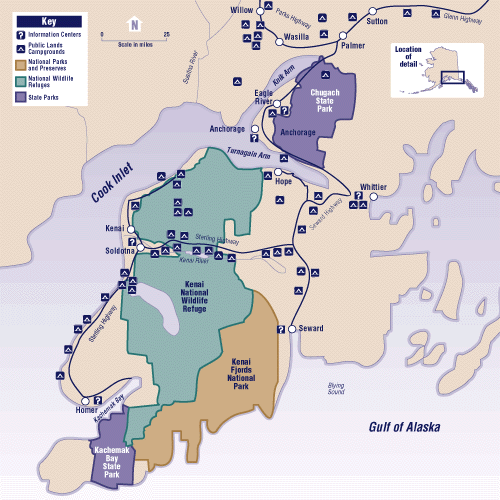
Карта полуострова Кенай. Резерват Кенай выделен зелёным.

## История
Природоохранная территория Кенай была создана 16 декабря 1941 года со статусом «национальный лосиный ареал». В 1951 году её с остальной Аляской связало шоссе Стерлинг. В 1965 году сюда из Нелчины были интродуцированы карибу, которые поныне обитают здесь в заметных количествах (последний карибу на полуострове Кенай был убит в 1912 году). В этом же году здесь впервые были замечены волки, которых не видели на полуострове около 20 лет. 2 декабря 1980 года статус Кеная был повышен до «национальный резерват дикой природы». В мае 2014 года в резервате бушевал пожар, затронувший более 790 км². Во время тушения пожарные случайно уничтожили бульдозером логово волчицы, в которым были пять щенят. Все они были спасены и отправлены в Аляскинский зоопарк, а позже в Зоопарк Миннесоты.

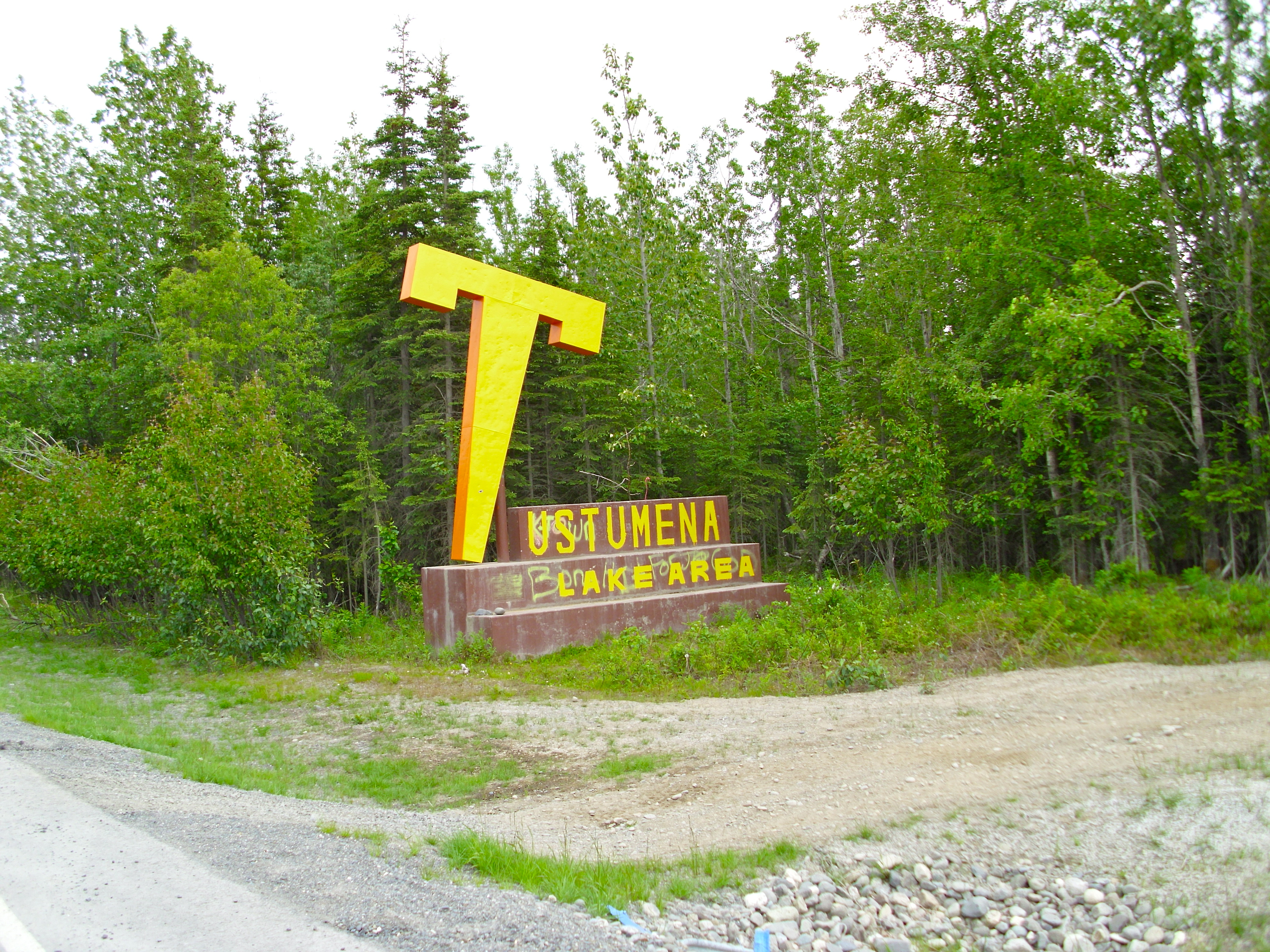
На подъезде к озеру Тустумена[англ.]
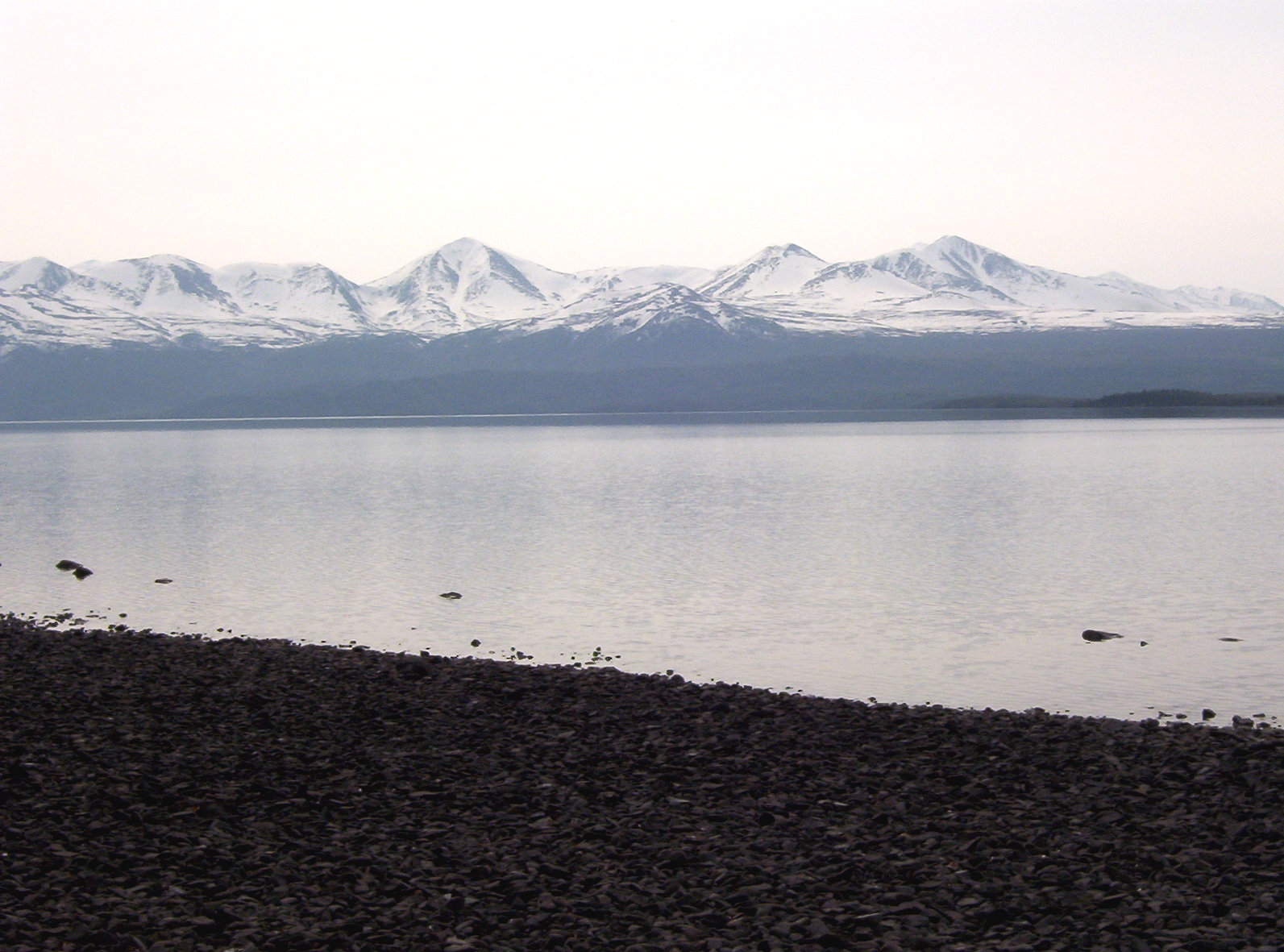
Озеро  Скилак[англ.]
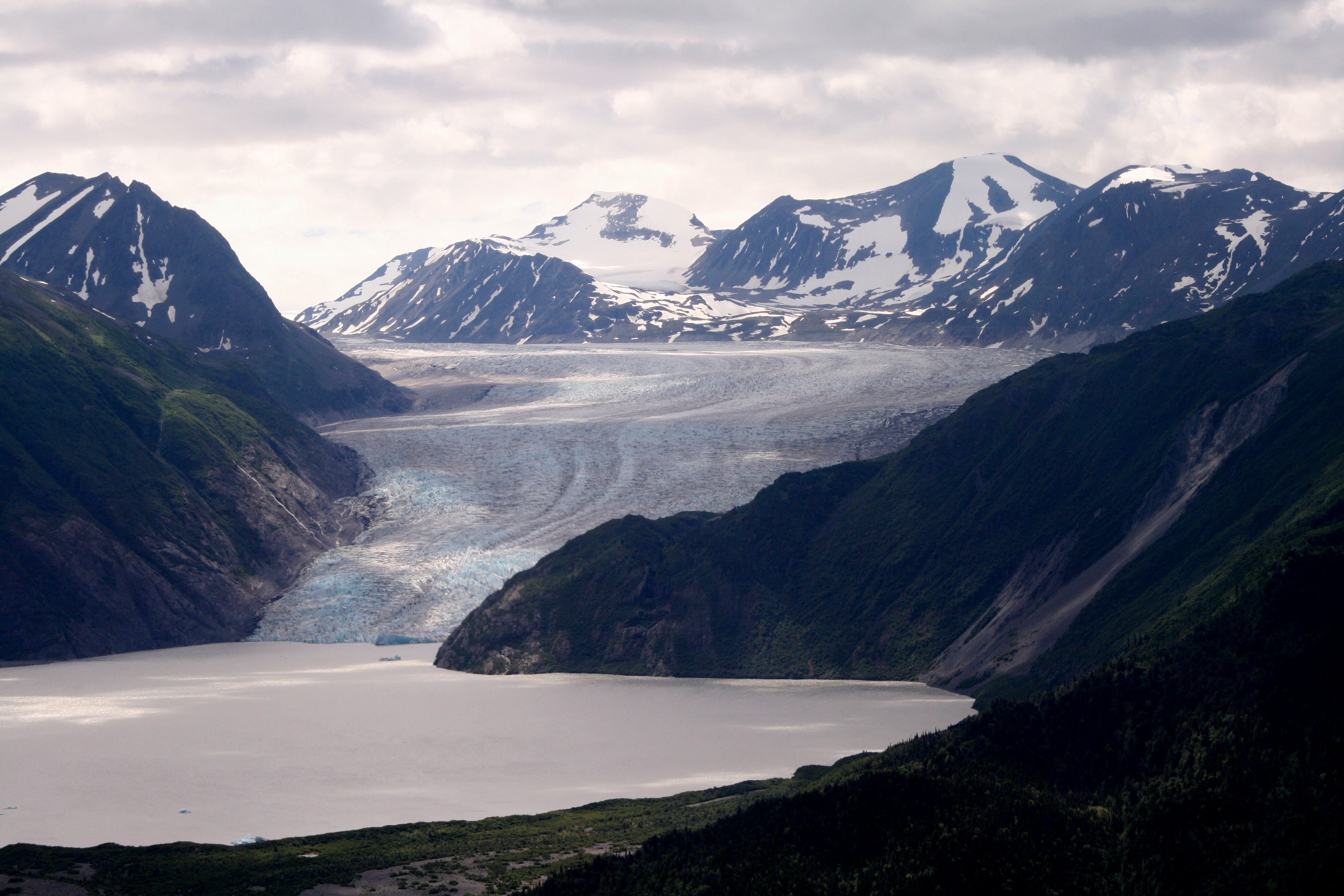
Ледник Скилак